# Seznam českých příjmení, E
Toto je seznam českých příjmení začínajících na písmeno E. Seznam zatím zahrnuje pouze příjmení s více než 200 mužskými nositeli.
| Příjmení    | Počet | Přechýleně     | Počet | ORP s největší hustotou |
| ----------- | ----- | -------------- | ----- | ----------------------- |
| Eliáš       | 1 817 | Eliášová       | 1 886 | Vysoké Mýto             |
| Erben       | 735   | Erbenová       | 728   | Hořice                  |
| Eichler     | 675   | Eichlerová     | 672   | Mnichovo Hradiště       |
| Exner       | 525   | Exnerová       | 565   | Jilemnice               |
| Ehrenberger | 348   | Ehrenbergerová | 331   | Polička                 |
| Eder        | 330   | Ederová        | 310   | Český Krumlov           |
| Ernest      | 318   | Ernestová      | 334   | Hořovice                |
| Effenberger | 267   | Effenbergerová | 291   | Pohořelice              |
| Effenberger | 267   | Effenbergrová  | 4     | Pohořelice              |
| Erlebach    | 266   | Erlebachová    | 268   | Jilemnice               |
| Erban       | 262   | Erbanová       | 243   | Nová Paka               |
| Eger        | 241   | Egerová        | 242   | Domažlice               |
| Eret        | 229   | Eretová        | 224   | Kralovice               |
| Ehl         | 222   | Ehlová         | 215   | Rychnov nad Kněžnou     |
| Ernst       | 222   | Ernstová       | 196   | Třinec                  |
| Ertl        | 201   | Ertlová        | 252   | Moravská Třebová        |